# Меоре Свірі
Меоре Свірі (груз. მეორე სვირი) — село в Грузії.
За даними перепису населення 2014 року в селі проживає 3356 особи.